# Cagaiã
Cagaiã (Cagayan) é um província de  primeira classe de renda da província (d) na região Vale de Cagayan, nas Filipinas. De acordo com o censo de 1 de maio  de  2020 possui uma população de 1 268 603 pessoas e 267 472 domicílios.
A sua capital é Tuguegarao.
A província faz fronteira com Ilocos Norte e Apayao a oeste e Kalinga e Isabela, ao sul, onde está localizado parte da cadeia de montanhas de Sierra Madre, que se estende da província de Cagaiã até a província de Quezon. 

## Subdivisões
Municípios
- Abulug
- Alcala
- Allacapan
- Amulung
- Aparri
- Baggao
- Ballesteros
- Buguey
- Calayan
- Camalaniugan
- Claveria
- Enrile
- Gattaran
- Gonzaga
- Iguig
- Lal-lo
- Lasam
- Pamplona
- Peñablanca
- Piat
- Rizal
- Sanchez Mira
- Santa Ana
- Santa Praxedes
- Santa Teresita
- Santo Niño
- Solana
- Tuao

Cidade
- Tuguegarao